# جاك مارتن (لاعب كرة قاعدة)
جاك مارتن (بالإنجليزية: Jack Martin)‏ هو لاعب كرة قاعدة أمريكي، ولد في 19 أبريل 1887 في بلينفيلد في الولايات المتحدة، وتوفي في 4 يوليو 1980 في ذا برونكس في الولايات المتحدة.

## وصلات خارجية
- جاك مارتن على موقعبيزبول رفرنس.كوم (الدوري الرئيسي) (الإنجليزية)
- جاك مارتن على موقعبيزبول رفرنس.كوم (الدوري الثانوي) (الإنجليزية)